# Puerto Concordia
Puerto Concordia – miasto w Kolumbii, w departamencie Meta.